# Tour de France 2005/10. Etappe
Die 10. Etappe der Tour de France 2005 begann zwar wie vorgesehen in Grenoble, doch der eigentliche Start erfolgte erst im 11,5 Kilometer nordöstlich gelegenen Brignoud. Dadurch verkürzte sich das Rennen auf 181 Kilometer. Die Tour-Leitung vermied dadurch eine Beeinflussung des Renngeschehens durch protestierende Bauern. Diese wollten gegen das Verbot der Jagd auf Wölfe demonstrieren, da diese ihrer Meinung nach immer wieder Kuh- und Schafherden angreifen.
Schon kurz nach dem Start waren drei Fahrer ausgerissen, darunter der ehemalige Weltmeister Laurent Brochard (der älteste Teilnehmer der diesjährigen Tour). Wenig später schlossen vier weitere Fahrer zu ihnen auf. Nach etwas mehr als einer Stunde betrug der Vorsprung der Siebenergruppe 10:40 Minuten. Im Aufstieg zum 1967 Meter hohen Cormet de Roselend fielen zwei Fahrer zurück und wurden vom Feld eingeholt, der Vorsprung der fünf restlichen Fahrer verringerte sich beständig. Nicht mit dem hohen Tempo des Feldes mithalten konnte Jens Voigt, der Führende im Gesamtklassement.
Die Führenden wurden im Schlussaufstieg hinauf nach Courchevel schon bald vom herannahenden Feld ein- und überholt. Das Team Discovery Channel hielt das Tempo hoch, und so fiel ein Konkurrent nach dem anderen zurück. Im steilsten Abschnitt rund zwölf Kilometer vor dem Ziel übernahm Lance Armstrong selbst die Initiative und verschärfte nochmals das Tempo. Alexander Winokurow war der erste der Favoriten auf den Gesamtsieg, der das Tempo nicht mehr mithalten konnte. Bald darauf fielen auch Jan Ullrich, Andreas Klöden und Ivan Basso zurück.
Einen Kilometer vor dem Ziel auf 2004 Metern bestand die Spitzengruppe nur noch aus vier Fahrern. Nur Alejandro Valverde konnte die erneute Tempoverschärfung von Armstrong mithalten und gewann seine erste Tour-de-France-Etappe. Wenige Sekunden später folgten Michael Rasmussen und Francisco Mancebo. Armstrong konnte seine stärksten Konkurrenten deutlich distanzieren; so verlor Ivan Basso 1:02 Minuten, Andreas Klöden und Jan Ullrich je 2:14 Minuten, Alexander Winokurow sogar 5:18 Minuten. Jens Voigt verlor über eine halbe Stunde und musste das Gelbe Trikot abgeben. Größter Verlierer war aber Roberto Heras, denn der Kapitän der Liberty-Seguros-Würth-Mannschaft verlor fast zehn Minuten.

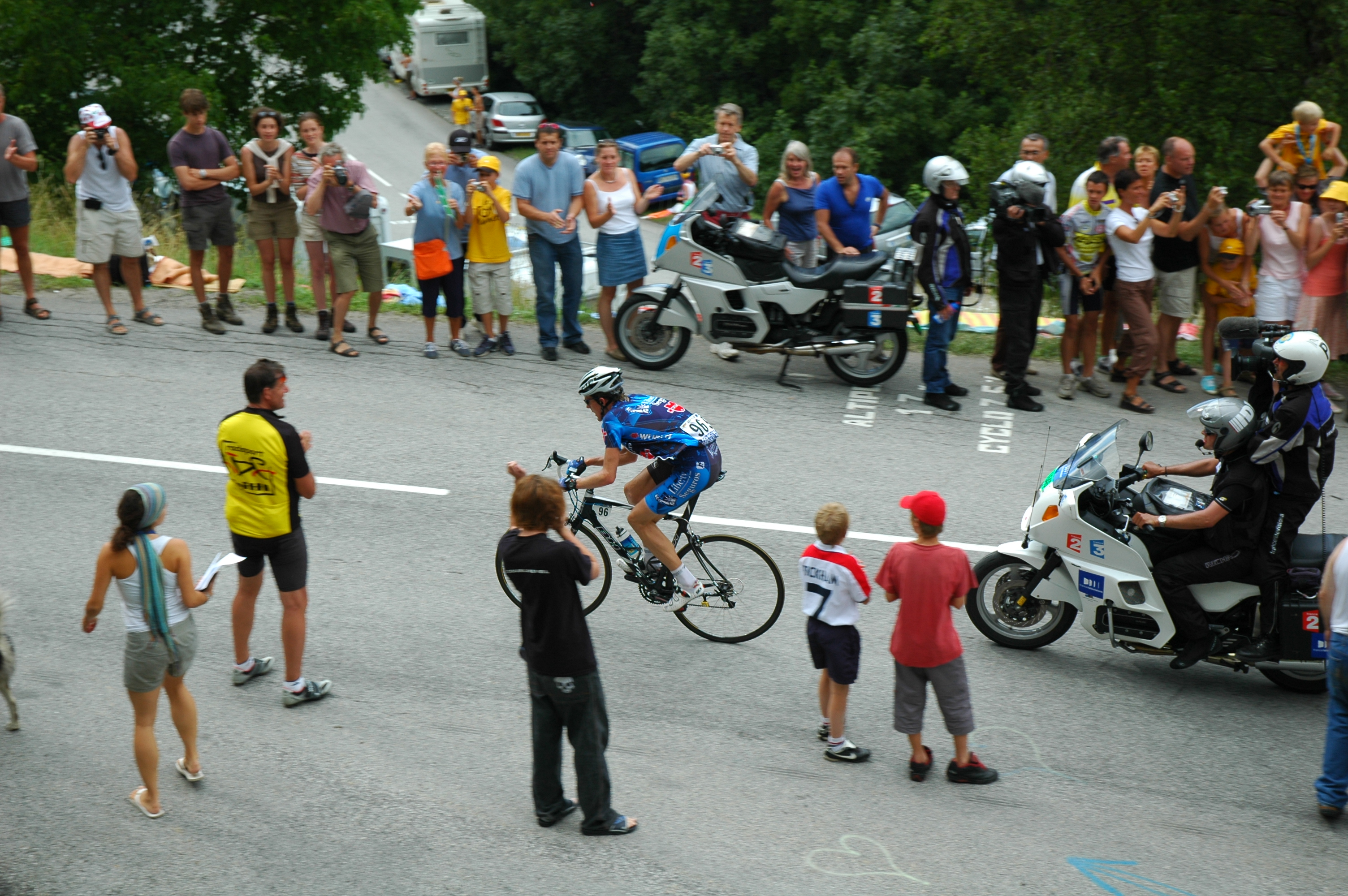
Ausreißer Jörg Jaksche führt das Rennen einige Zeit lang an.

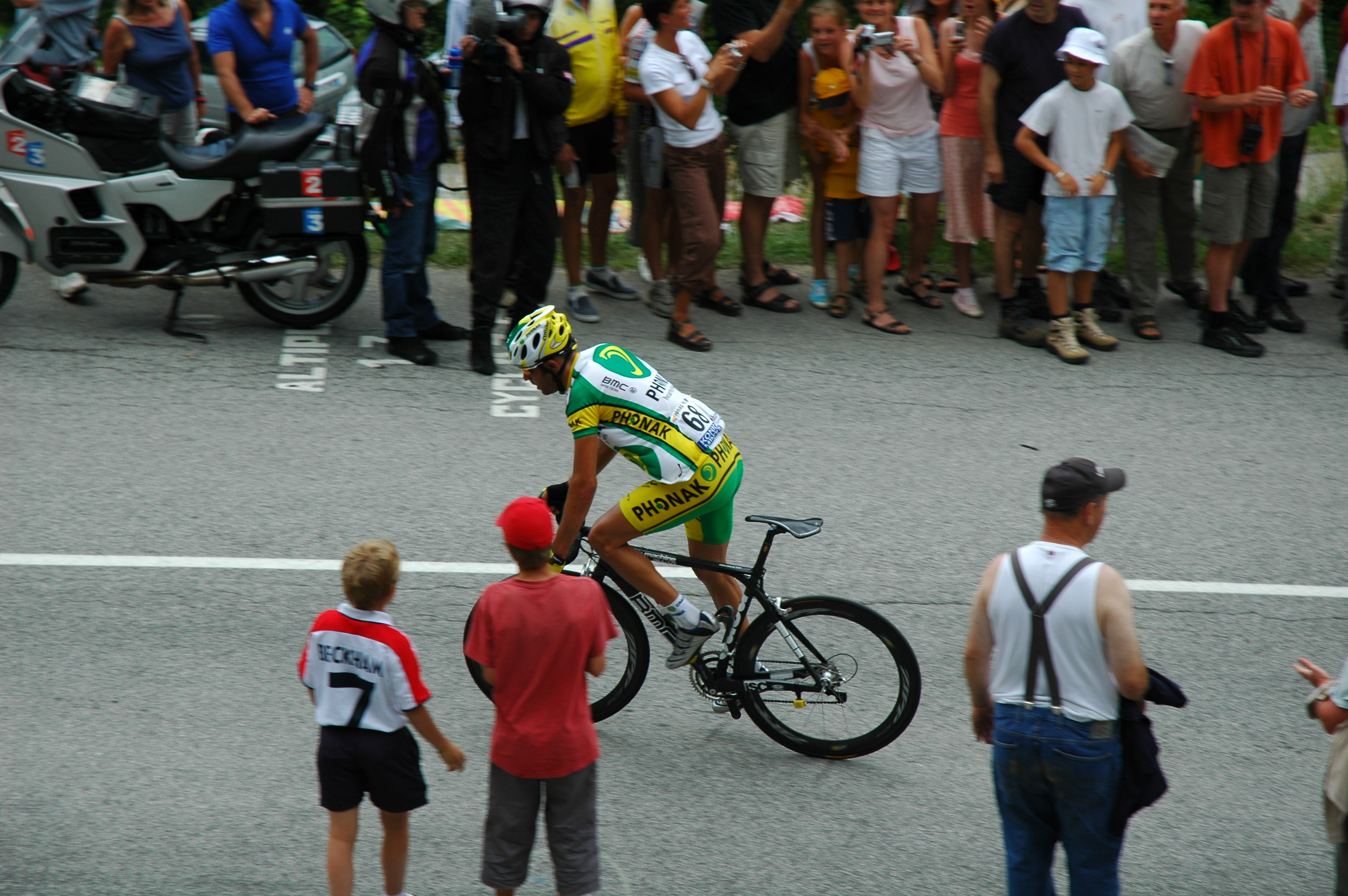
Pereiro Sio verfolgt Jaksche

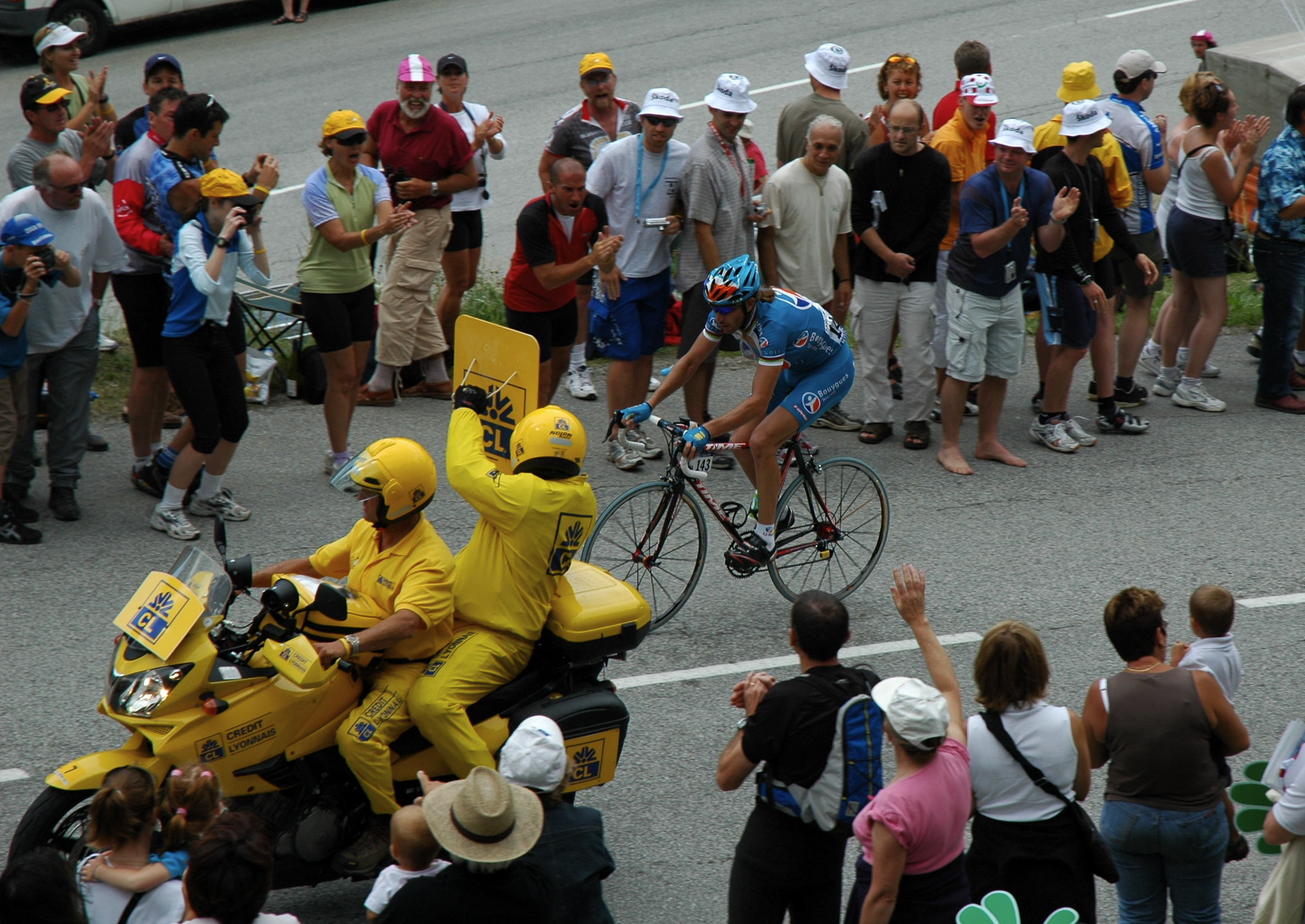
Laurent Brochard erhält vom Motorrad-Fahrer die Information wie weit das Feld zurück ist.

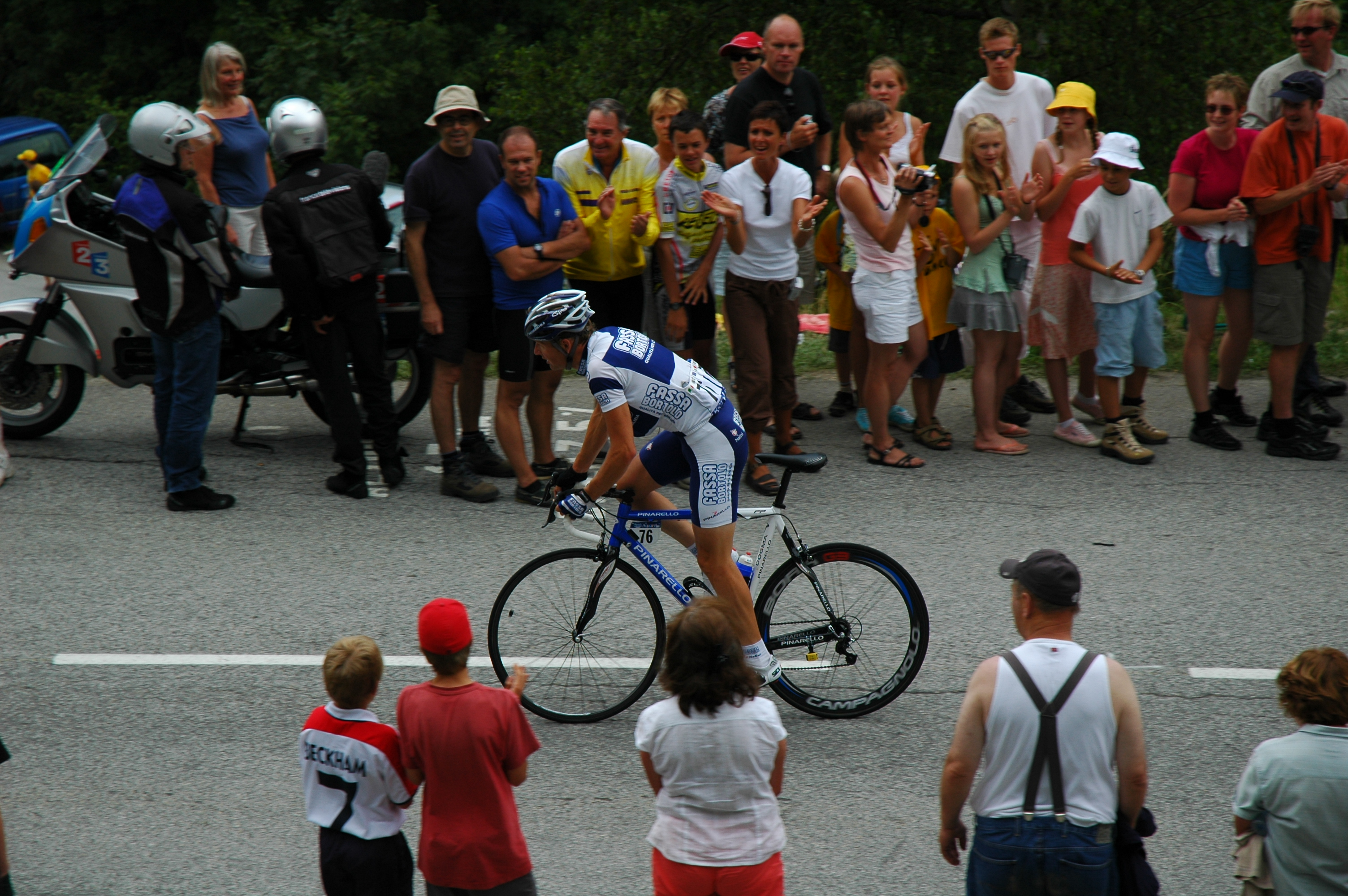
Dario Frigo, der nach dieser Etappe ausschied und tags darauf verhaftet wurde, weil seine Ehefrau mit EPO erwischt wurde

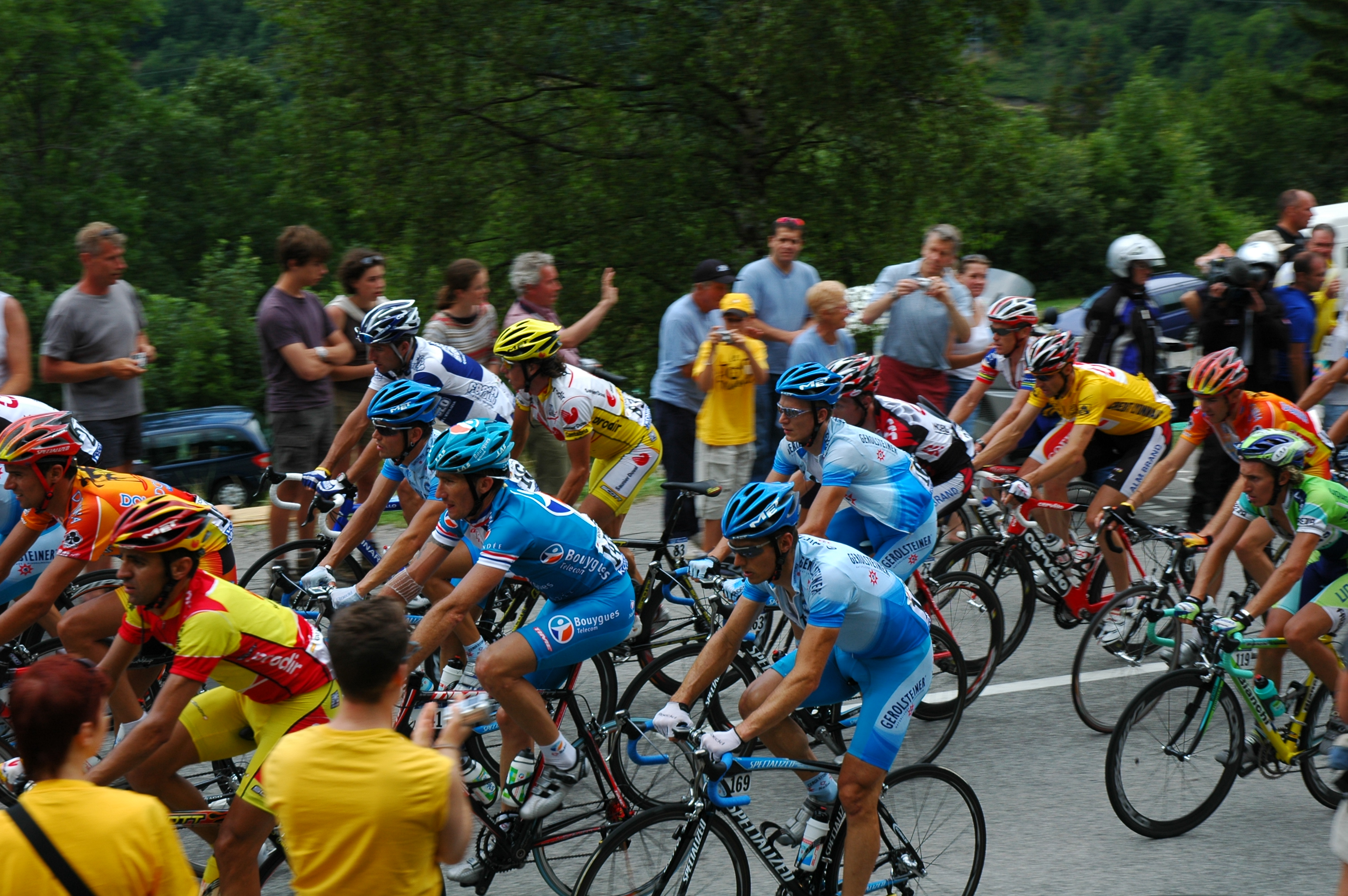
Das Peloton mit Jens Voigt der das Gelbe Trikot nur während dieser Etappe trug.

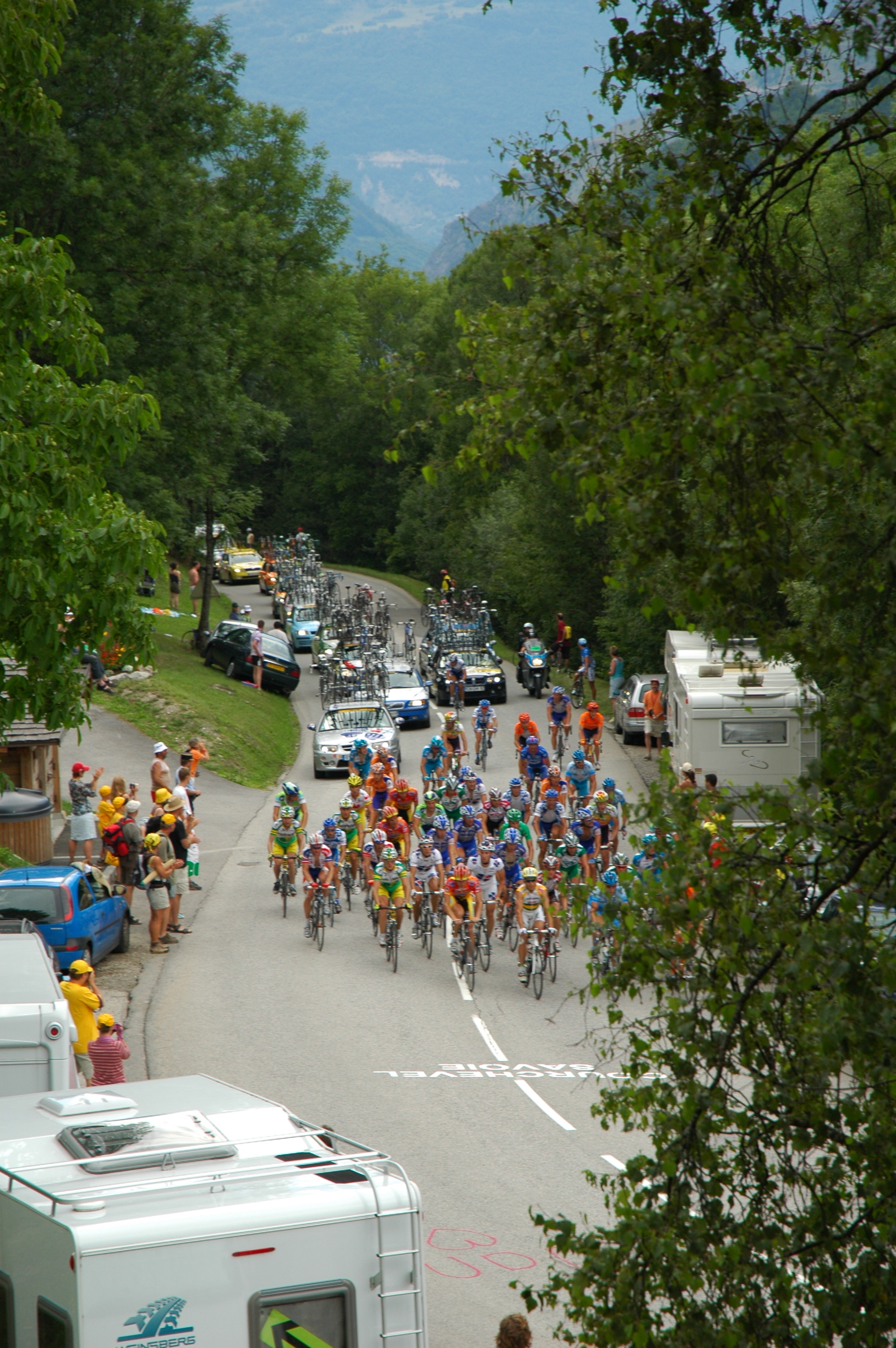
L’Autobus mit Tom Boonen im grünen Trikot.

## Zwischensprints
1. Zwischensprint in Detrier (28,5 km)
| Erster  | Gianluca Bortolami, 6 P. und 6 s |
| Zweiter | Mauro Facci, 4 P. und 4 s        |
| Dritter | Jurij Krywzow, 2 P. und 2 s      |

2. Zwischensprint in Bourg-Saint-Maurice (127 km)
| Erster  | Laurent Brochard, 6 P. und 6 s   |
| Zweiter | Luis Sánchez, 4 P. und 4 s       |
| Dritter | Gianluca Bortolami, 2 P. und 2 s |

## Bergwertungen
Cormet de Roselend Kategorie 1 (106,5 km)
| Erster   | Laurent Brochard, 15 P.  |
| Zweiter  | Joost Posthuma, 13 P.    |
| Dritter  | Jurij Krywzow, 11 P.     |
| Vierter  | Luis Sánchez, 9 P.       |
| Fünfter  | Mauro Facci, 8 P.        |
| Sechster | Gianluca Bortolami, 7 P. |
| Siebter  | Iñaki Isasi, 6 P.        |
| Achter   | Jörg Jaksche, 5 P.       |

Courchevel Kategorie 1 (181 km)
| Erster   | Alejandro Valverde, 30 P. |
| Zweiter  | Lance Armstrong, 26 P.    |
| Dritter  | Michael Rasmussen, 22 P.  |
| Vierter  | Francisco Mancebo, 18 P.  |
| Fünfter  | Ivan Basso, 16 P.         |
| Sechster | Levi Leipheimer, 14 P.    |
| Siebter  | Eddy Mazzoleni, 12 P.     |
| Achter   | Cadel Evans, 10 P.        |